# Грохольские
Грохольские — польский графский и дворянский род герба Сырокомля.

## Происхождение и история рода
Происходит от Петра из Комарова, возведенного (1469) в графское достоинство в Венгрии. Прямые его потомки официально пользовались графским титулом. Из них Марцин Грохольский был воеводою брацлавским (1773), а сын его Иван — последним обозным польным коронным в Польше. Эта ветвь внесена в V часть родословной книги Волынской и Подольской губерний.
Две другие ветви происходят от Павла и Ремигиона Грохольских, подписавших (1674) акт избрания на престол Яна Собесского. Они внесены в VI часть родословной книги Волынской губернии.
Родоначальником четвёртой ветви — Игнатий Стефанович Грохольский, скарбник новогрудский (1680). Эта ветвь внесена в I часть родословной книги Волынской губернии.
Есть ещё две отрасли рода Грохольские, восходящие к XVIII веку.
Высочайше утверждённым (18 ноября 1898) мнением Государственного совета дозволено Бернарду-Иосифу-Мариану-Степану, с его потомством и Марианну-Иосифу-Маврикию-Владимиру Матвеевым-Мечиславовым-Иосифовым-Мариевым Грохольским пользоваться в России графским титулом королевства Венгрии и Богемии.

### В губренских дворянских списках
- графы Грохольские внесены в V часть Списка дворян Подольской губернии.